# Elezioni parlamentari in Slovenia del 2004
Le elezioni parlamentari in Slovenia del 2004 si tennero il 3 ottobre per il rinnovo dell'Assemblea nazionale. In seguito all'esito elettorale, Janez Janša, espressione del Partito Democratico Sloveno, divenne Presidente del Governo nell'ambito di una coalizione con  Partito Popolare Sloveno, Nuova Slovenia e Partito Democratico dei Pensionati della Slovenia.

## Risultati
| Partito Democratico Sloveno                       | 281 710 | 29,08 | 29 |  |  |  |
| Democrazia Liberale di Slovenia                   | 220 848 | 22,80 | 23 |  |  |  |
| Lista Unita dei Socialdemocratici                 | 98 527  | 10,17 | 10 |  |  |  |
| Nuova Slovenia - Partito Popolare Cristiano       | 88 073  | 9,09  | 9  |  |  |  |
| Partito Popolare Sloveno                          | 66 032  | 6,82  | 7  |  |  |  |
| Partito Nazionale Sloveno                         | 60 750  | 6,27  | 6  |  |  |  |
| Partito Democratico dei Pensionati della Slovenia | 39 150  | 4,04  | 4  |  |  |  |
| Slovenia Attiva                                   | 28 767  | 2,97  | –  |  |  |  |
| La Slovenia è Nostra                              | 25 343  | 2,62  | –  |  |  |  |
| Partito della Gioventù di Slovenia                | 20 174  | 2,08  | –  |  |  |  |
| Lista di Giugno                                   | 8 733   | 0,90  | –  |  |  |  |
| Verdi di Slovenia                                 | 6 703   | 0,69  | –  |  |  |  |
| Per l'Impresa Slovena                             | 5 435   | 0,56  | –  |  |  |  |
| GŽS-ZZP-ZNS-NDS                                   | 5 229   | 0,54  | –  |  |  |  |
| Partito dei Movimenti Ecologisti                  | 3 991   | 0,41  | –  |  |  |  |
| Partito Democratico di Slovenia                   | 2 670   | 0,28  | –  |  |  |  |
| Partito del Popolo Sloveno                        | 2 574   | 0,27  | –  |  |  |  |
| Altri <2.000 voti                                 | 4 063   | 0,42  | –  |  |  |  |
| Comunità italiana e ungherese                     | –       | –     | 2  |  |  |  |
| Totale                                            | 968 772 | 100   | 90 |  |  |  |
|                                                   |         |       |    |  |  |  |
| Voti non validi                                   | 22 351  | 2,26  |    |  |  |  |
| Votanti                                           | 991 123 |       |    |  |  |  |